# 米兰·阿列克西奇
米兰·阿列克西奇（1986年5月13日—）生于贝尔格莱德，是一名塞尔维亚男子水球运动员，场上位置是中后卫。他童年时一开始被父母送去训练班练习游泳，当他结束课程后，他选择练习水球。2003年，他加入Partizan水球俱乐部，首次参加联赛。2007年，他加入成年国家队，首次代表国家队参加国际比赛。